# Áine Furey
Áine Furey is een Ierse zangeres; zij is de dochter van de Ierse uilleann pipesspeler Finbar Furey en de zuster van Martin Furey. Inmiddels verschenen van hen als medewerkers aan de band Bohinta en als duo of als medewerkers aan andere albums al een aantal cd’s op de markt. Ook op een cd van vader Finbar werkten Martin en Áine mee. Een van de nummers van Bohinta heet Gypsie, een eerbetoon aan grootmoeder Nora Furey die een volbloed zigeunerin is en waar de hele familie trots op is. Áine heeft aan de universiteit van Cork gestudeerd.

## Discografie
Áine Solo:
- Sweet Summer Rain - 1999

Met Bohinta
- Sessions
- Belladonna – 1996

Áine op compilatiealbums:
- Celtic Woman
- Celtic Woman 2 - 2000

Finbar Furey met Martin en Áine:
- Chasing Moonlight